# Joan Feynman
Joan Feynman (31. března 1927 New York – 22. července 2020 Pasadena) byla americká astrofyzička, která přispěla ke studiu magnetosférické fyziky, částic a polí slunečního větru, vztahů mezi Sluncem a Zemí. Hledala metody pro předpovídání cyklů slunečních skvrn a snažila se odhalit původ polárních září. Vytvořila model, který předpovídá počet vysokoenergetických částic, které pravděpodobně zasáhnou kosmickou loď během jejího života.
V roce 1974 se Joan Feynman stala první ženou, která byla zvolena za referentku Americké geofyzikální unie (AGU). Založila výbor AGU pověřený prosazováním spravedlivého zacházení se ženami v geofyzikální komunitě. Byla také dlouholetým členem Mezinárodní astronomické unie (IAU) a řady jejich subdivizí (divize E – Slunce a heliosféry, divize G – Hvězdy a hvězdná fyzika, divize E – Komise 49 Meziplanetární plazma a heliosféra).
Během své kariéry napsala nebo se podílela na více než 100 vědeckých publikací. Editovala také tři vědecké knihy.

## Mládí a vzdělání

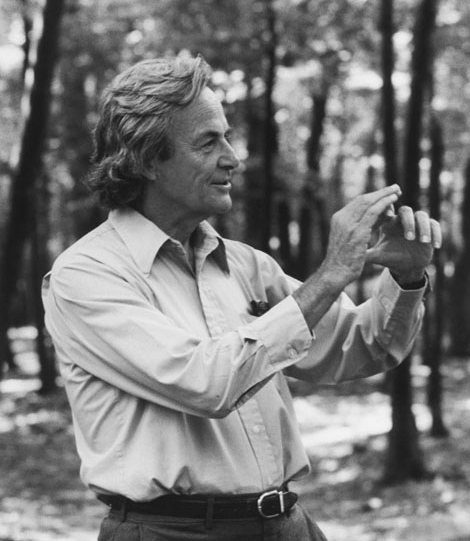
Bratr Richard Feynman v roce 1984

Joan Feynman se narodila 31. března 1927 v části Far Rockaway v Queensu v New Yorku Jejím otcem byl obchodník Melville Arthur Feynman a matkou Lucille Feynman (rozená Phillips), žena v domácnosti. Její rodiče byli oba aškenázští Židé a pocházeli z Ruska a Polska. Vyrůstala spolu se svým starším bratrem Richardem Feynmanem (1918-1988), který se stal později nositelem Nobelovy ceny za fyziku. Joan byla zvídavé dítě a od útlého věku projevovala zájem přírodní vědy. Její matka i babička ji však od vědecké činnosti odrazovaly, protože nevěřily, že ženy jsou schopné porozumět a uplatnit se ve světě vědy. Naopak její bratr Richard ji vždy povzbuzoval, aby se zajímala o přírodní vědy a vesmír. Daroval jí knihu o astronomii, aby v ní probudil touhu studovat. Pro vědu se definitivně rozhodla, když narazila na graf založený na výzkumu astronomky Cecilie Payne-Gaposchkin.

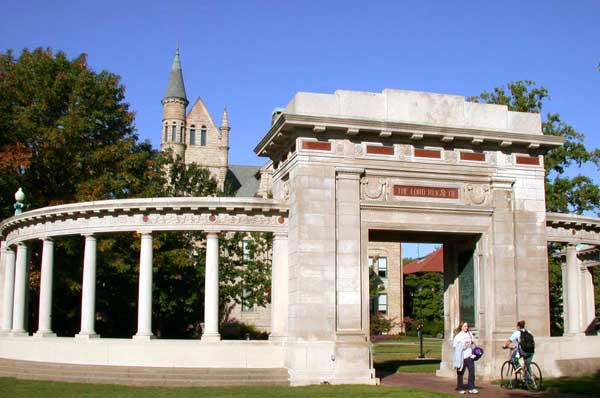
Oberlin College

Studovat začala na Oberlin College ve městě Oberlin ve státě Ohio a v roce 1948 získala bakalářský titul z fyziky. Později navštěvovala Syracuse University, kde studovala teorii pevných látek na katedře fyziky pod vedením Melvina Laxe.
Během svých postgraduálních studií se provdala za antropologa Richarda Irwina Hirshberga. Vzala si pak rok volna, aby s ním žila v Guatemale, kde studovali antropologii mayských národů. Spolu s ním a Betty J. Meggers byla spoluautorkou článku o antropologii z roku 1957.
Doktorát z fyziky získala v roce 1958 a její diplomová práce se týkala „absorpce infračerveného záření v krystalech mřížkové struktury diamantového typu“. Absolvovala také postdoktorskou práci na Lamontově geologické observatoři Kolumbijské univerzity ve státě New York.

## Osobní život
Joan Feynman se na Oberlin College seznámila s antropologem Richardem Irwinem Hirshbergem (* 1924). Vzali se v roce 1948, odloučeni byli v roce 1974 a později byli i rozvedeni. Měla s ním tři děti, dceru Susan a dva syny Charlese a Matta.
V roce 1987 se podruhé vdala za svého kolegu astrofyzika Alexandra Ružmajkina, se kterým žila až do své smrti. Zemřela 22. července 2020 ve věku 93 let.

## Kariéra

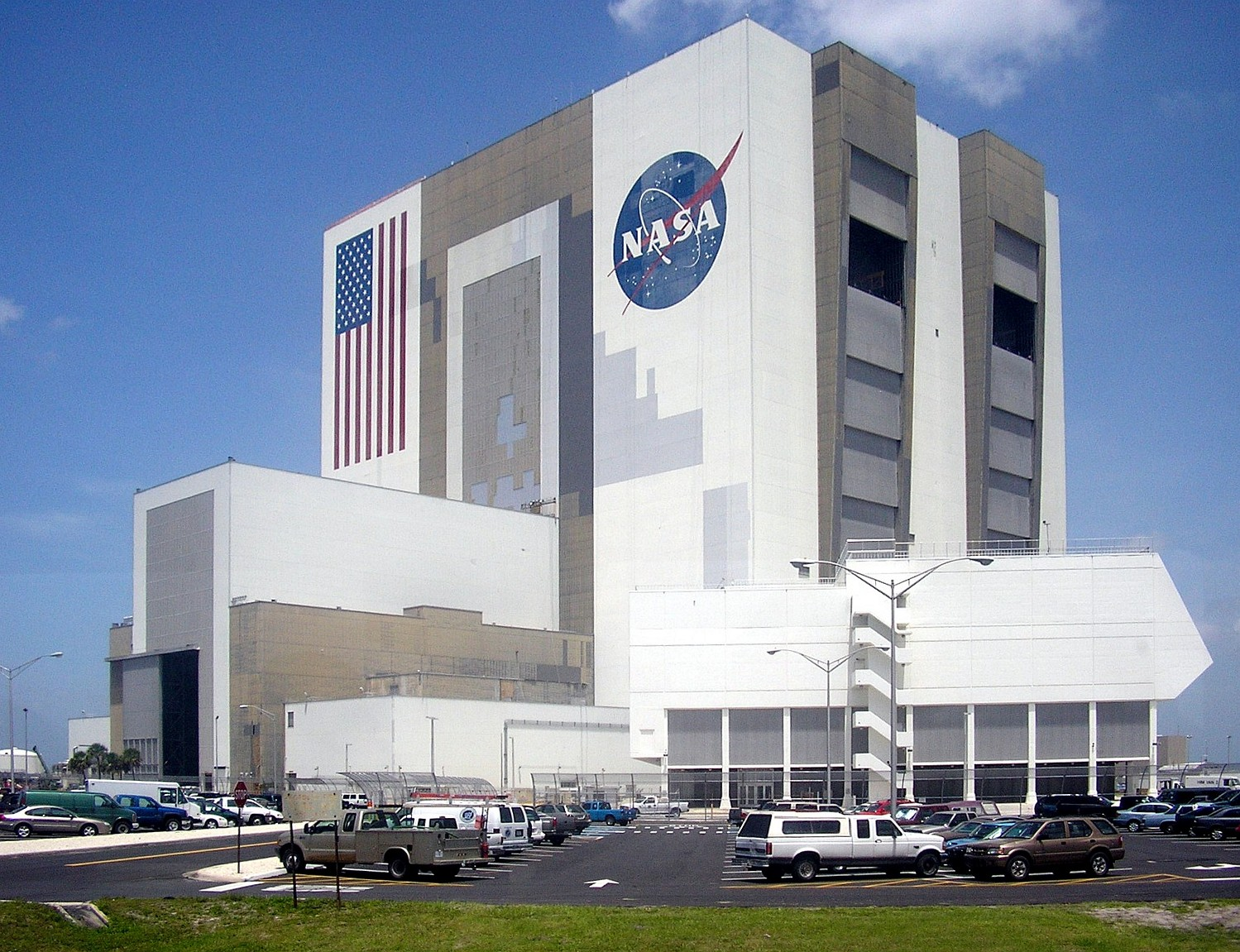
Montážní hala NASA

Joan Feynman strávila většinu své kariéry studiem interakcí mezi slunečním větrem a magnetosférou Země. V roce 1971 během práce v Ames Research Center v National Aeronautics and Space Administration (NASA, česky Národní úřad pro letectví a vesmír) objevila, že periodické chrlení slunečního materiálu známé jako výron sluneční koronální hmoty (CME) může být identifikováno přítomností helia ve slunečním větru. Jednalo se o důležitý objev, protože CME bylo v té době obtížné identifikovat.
Po svém působení v NASA Ames se Joan přesunula na výzkumná místa High Altitude Observatory, Národní centrum pro atmosférický výzkum v Boulderu v Coloradu, Národní vědecká nadace ve Washingtonu, DC a Boston College v Massachusetts.
V roce 1985 přijala místo v Jet Propulsion Laboratory (JPL, česky Laboratoř proudového pohonu) v Pasadeně v Kalifornii. Tato laboratoř se zabývá vývojem pohonných jednotek pro sondy a letouny NASA. Mezi úspěšné sondy, které byly vyrobeny v této laboratoři, patřily například Galileo, Mars Pathfinder nebo dvojčata Mars Exploration Rover.
V roce 2003 odešla jako vedoucí vědecký pracovník do důchodu. V práci však pokračovala a v roce 2009 publikovala důležitý článek o vlivu sluneční aktivity na klima prvního tisíciletí.

## Objevy

### Polární záře

Schéma zemské magnetosféry

Joan učinila zásadní objev o povaze a příčině polární záře. Pomocí dat shromážděných kosmickou sondou NASA Explorer 33 demonstrovala, že výskyt polárních září je produktem interakce mezi zemskou magnetosférou a magnetickým polem slunečního větru.

### Model vesmírného prostředí
Pomohla vyvinout model pro odhad environmentálních rizik místního vesmírného prostředí. Je známo, že vysokorychlostní výrony koronální hmoty způsobují geomagnetické bouře, které mohou mít nebezpečné účinky jak na kosmické lodě, tak na lidi ve vesmíru. Rychle se pohybující výrony koronální hmoty způsobují rázové vlny ve slunečním větru, urychlují sluneční částice a podněcují geomagnetické bouře, jakmile se částice dostanou na vnější okraj zemské magnetosféry. Začátek takových bouří je často spojen s vysokým přílivem protonů, které mohou narušit komunikační systémy a aktivity vesmírných letů. Její model pomohl určit tok vysokoenergetických částic, které by ovlivnily kosmickou loď během její funkční životnosti. Její práce v této oblasti vedla k důležitému novému vývoji v konstrukci kosmických lodí.

### Klimatické změny

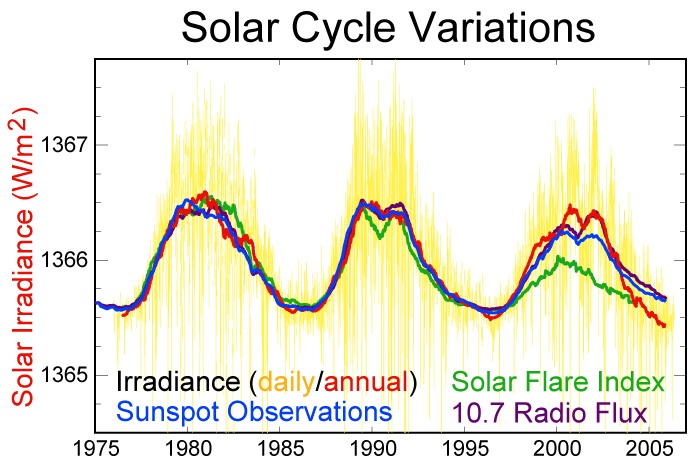
Sluneční cyklus během třiceti let

Později Joan studovala klimatické změny a zvláště se zajímala o přechodné sluneční události a variace slunečního cyklu (cyklus jedenáctileté aktivity Slunce objevený roku 1843). Studovala vliv slunce na zimní klimatické anomálie známé jako arktická oscilace nebo severní prstencový režim (NAM). Spolu se svým kolegou a později manželem Alexandrem Ružmajakinem zjistila, že v obdobích nižší sluneční aktivity je index NAM také nižší. Taková období nízké sluneční aktivity se shodují s obdobími ochlazování v některých částech světa, například v Evropě během Malé doby ledové. Joan a její kolegové také objevili souvislost mezi sluneční variabilitou a klimatickými změnami v dávných dobách na hladinu řeky Nil. Zjistila, že během období vysoké sluneční aktivity jsou klimatické podmínky kolem Nilu sušší a během nízké sluneční aktivity jsou vlhčí.

## Ocenění a vyznamenání
- Joan Feynman byla dvakrát zvolena tajemníkem sekce sluneční a meziplanetární fyziky Americké geofyzikální unie.
- V roce 2000 jí byla udělena medaile NASA za výjimečný úspěch.
- V roce 2002 byla jmenována jedním z elitních vedoucích výzkumných vědců Jet Propulsion Laboratory.